# HMS Ardent (H41)
«Адент» (H41) (англ. HMS Ardent (H41) — військовий корабель, ескадрений міноносець типу «A» Королівського військово-морського флоту Великої Британії за часів Другої світової війни.
«Адент» був закладений 30 липня 1928 на верфі компанії Scotts Shipbuilding and Engineering Company у Гріноку. 26 червня 1929 року есмінець спущений на воду, а 14 квітня 1930 року корабель увійшов до складу Королівських ВМС Великої Британії. З початку Другої світової війни взяв активну участь у бойових діях; 8 червня 1940 року поблизу берегів Норвегії у швидкоплинному морському бою з німецькими лінійними кораблями «Шарнгорст» та «Гнейзенау» був затоплений ворожим артилерійськими вогнем разом з авіаносцем «Глоріос» та есмінцем «Акаста» і тральщиком «Джуніпер».

## Історія
3 вересня 1939 року Велика Британія оголосила війну Німеччині. На цей час «Адент» входив до складу сил ескорту авіаносця «Корейджес», чиї літаки здійснювали протичовнову розвідку в акваторії Західних підходів. У жовтні есмінець передали командуванню Західних підходів і до квітня 1940 року він узяв участь у супроводі 17 конвоїв.
31 січня 1940 року «Адент» разом з есмінцем «Вітшед» супроводжував легкий крейсер «Аякс» до Плімута, коли той повертався після бою з важким крейсером «Адмірал Граф Шпеє».
31 травня «Адент» з есмінцями «Акаста», «Акерон», «Хайлендер» і «Дайена» супроводжували авіаносці «Арк Роял» і «Глоріос» з Клайда до норвезького узбережжя для проведення повітряних операцій на підтримку евакуації союзних сил з Норвегії. До 8 червня «Адент» залишався в супроводі авіаносців.

### Операція «Юнона»
У червні 1940 року після евакуації поблизу берегів Норвегії у швидкоплинному морському бою з німецькими лінійними кораблями «Шарнгорст» та «Гнейзенау», під командуванням віце-адмірала Вільгельма Маршалла, були затоплені британські авіаносець «Глоріос», есмінці «Адент» і «Акаста», тральщик «Джуніпер». Загинуло 1 612 людей.